# استبداء
في برمجة الحاسوب، الاستبداء (بالإنجليزية: Initialization) هو إسناد قيمة ابتدائية لغرض معطيات أو متغير. تعتمد الطريقة التي تُنفَّذ بها الاستبداء على لغة البرمجة، بالإضافة إلى نوع الغرض وصنف التخزين وما إلى ذلك، الذي سيُستبدَأ. عادةً ما تسمى بنيات البرمجة التي تؤدي الاستبداء بالمُستبدِآت وقوائم المستبدئ. يختلف الاستبداء عن (وتسبقه) التصريح [الإنجليزية]، على الرغم من أنه يمكن أحيانًا الخلط بين الاثنين في الممارسة العملية. متمم الاستبداء هو الاستنهاء [الإنجليزية]، والذي يستخدم في المقام الأول للأغراض، ولكن ليس للمتغيرات.
يُجرى الاستبداء إما عن طريق تضمين القيمة بشكل ثابت في وقت التصريف، أو عن طريق الإسناد عند زمن التشغيل. يُعرف قسم من النص البرمجي الذي يُنفِّذ مثل هذا الاستبداء عمومًا باسم "النص البرمجي للاستبداء" وقد يتضمن وظائف أخرى لمرة واحدة فقط مثل فتح الملفات؛ في البرمجة الغرضية التوجيه، قد يكون النص البرمجي للاستبداء جزءًا من بَنَّاء (طريقة الصنف) أو مستبدئ (طريقة المَثَل). يُعرف ضبط موقع الذاكرة إلى أصفار ست عشرية أحيانًا أيضًا باسم "المسح" ويؤدى غالبًا بتعليمات الفصل الإقصائي تعليمات (كلا المؤثَّر فيهما يحددان نفس المتغير)، على مستوى النص البرمجي للآلة، لأنه لا يتطلب أي وصول إضافي إلى الذاكرة.

## التسمية
يسمى أيضًا في بعض المراجع بالاستفتاح أو الابتداء.